# Андерс Сёренсен Ведель
Андерс Сёренсен Ведель (дат. Anders Sørensen Vedel, 9 ноября 1542, Вайле — 13 февраля 1616, Рибе) — датский священник, придворный проповедник, переводчик, поэт, археолог и историк. Издал первый сборник баллад и перевёл на датский язык «Деяния данов» Саксона Грамматика (1575).

## Биография
Родился в 1542 году в семье купца в городе Вайле (дат. Vejle), откуда и получил свое прозвище. Получил прекрасное образование — в 14 лет он отправился учиться в престижную латинскую школу в Рибе, и окончив её в 19 лет он поступает в Копенгагенский университет.
Уже двадцати лет от роду, в 1562 году он был назначен ментором к юному Тихо Браге, будущему знаменитому датскому астроному, с которым отправился в заграничное путешествие и впоследствии дружил. С 1565 года обучался в университете Виттенберга, который он окончил в 1566 году, и в 1568 году был назначен священником в Копенгагенском замке.
Затем он занял место придворного проповедника и в то же время занимался различным литературным творчеством, в котором являлся и проповедником, и поэтом, и археологом, и, наконец, историком.
Он первым в 1575 году перевёл на датский язык знаменитую хронику Саксона Грамматика (лат. Saxo Grammaticus), то есть историю Дании, написанную этим «ученым писарем» епископа Абсалона на латинском языке и поэтому доступную лишь учёным. Сделав хронику доступною пониманию большинства своего народа, Ведель оказал огромную услугу родной стране: прекрасный по чистоте языка и изяществу слога перевод пробудил в читателях любовь и охоту к изучению истории родины и значительно содействовал общему подъему национального духа.
В 1579 году опубликовал в Копенгагене «Деяния епископов Гамбургской церкви» немецкого хрониста XI века Адама Бременского. 
В 1584 году он был назначен королевским историком и стал прелатом. В 1591 году издал сборник «Hundredvisebogen», состоящий из ста датских баллад, которые стали прочной основой последующего познания старой датской литературной традиции.

## Избранная библиография
- Pavekrønike, 1571.
- Den danske Krønicke, 1575
- Hundredvisebog, 1591. ISBN 87-7421-740-2